# بارا (سابقة)
بارا سابقة يونانية، عربت فارا كما في فارقليط لأن باءها كالفاء. تأتي في العربية على وزن مفاعلة وتفاعل، نحو:
- تناقض - بارادكس
- تواز - باراليلسم
- (قطع) مكافئ - بارابول
- متناعلة - بارميسيوم
- تجانس - بارونيميا